# جامعة طيبة
جامعة طيبة جامعة حكومية سعودية، تقع في المدينة المنورة، تأسست في 2003 م بعد دمج فرعي جامعة الإمام محمد بن سعود الإسلامية وجامعة الملك عبد العزيز، وسُميت الجامعة بهذا الاسم تيمناً بأحد الأسماء التي تطلق على المدينة المنورة وهو طيبة. حصلت الجامعة على المركز الثالث على مستوى الجامعات السعودية بحسب التصنيف الأخير لوزارة التعليم بالمملكة العربية السعودية، في فبراير 2019، شاركت الجامعة ضمن لجنة التحكيم في الأولمبياد الوطني للإبداع العلمي.

## النشأة والتأسيس

شعار جامعة طيبة السابق (2003 - 2025)

تأسست جامعة طيبة بكلية واحدة فقط وهي كلية التربية والتي صدر الأمر السامي بتأسيسها في العام 1397/3/12هـ بتكليف أ.د. محمد إسماعيل ظافر عميداً مؤسساً، ولتكون تابعة لجامعة الملك عبد العزيز بجدة كفرع رئيس ومنها انطلقت باقي الكليات مثل كلية العلوم وكلية علوم وهندسة الحاسبات وكلية العلوم المالية والإدارية، وتوسعت إلى أن أصبحت على ما هي عليه الآن.

## البرامج والدرجات العلمية
تمنح جامعة طيبة درجات الدبلوم، البكالوريوس ،الماجستير والدكتوراه عبر برامجها الأكاديمية المتنوعة  في التخصصات الصحية،العلمية ،النظرية ،التطبيقية. كما تتميز الجامعة بمخرجاتها التنافسية في البرامج الصحية، وتسعى لبناء بيئة تعليمية جاذبة ومميزة لاستقطاب الطلبة الموهوبين والطلبة الدوليين مع دعمهم من خلال توفير منح دراسية في منصة (أدرس في السعودية). تقدم جامعة طيبة برامجها في المدينة المنورة وفروعها  الست في محافظة ينبع والعلا والحناكية وخيبر والمهد وبدر، حيث تم موائمة نوعية البرامج المقدمة مع إحتياج كل محافظة، كما تعمل الجامعة على تطوير وتحديث برامجها الأكاديمية بما يتوافق مع  متطلبات سوق العمل  بهدف زيادة معدلات توظيف الخريجين وفق مستهدفات برنامج تنمية القدرات البشرية أحد برامج رؤية المملكة ٢٠٣٠ .

## وكالات الجامعة
- وكالة الجامعة: د. محمد بن مفرج الحويطي.
- وكالة الجامعة للشؤون الأكاديمية: د. جمال بن قرناس المرعشي.
- وكالة الجامعة للدراسات العليا والبحث العلمي: د. هتان بن فهد أبوطربوش.

## الكليات والمعاهد
- كلية الهندسة
- كلية الهندسة - ينبع
- كلية الطب
- كلية طب الأسنان
- كلية الحقوق
- كلية الصيدلة
- كلية التمريض
- كلية العلوم الطبية التطبيقية
- كلية العلوم الطبية التطبيقية - ينبع
- كلية العلوم الطبية التطبيقية - العلا
- كلية علوم التأهيل الطبي
- كلية علوم وهندسة الحاسب الآلي
- كلية علوم وهندسة الحاسب الآلي - ينبع
- كلية إدارة الأعمال
- كلية إدارة الأعمال - ينبع
- كلية الآداب والعلوم الإنسانية
- كلية الآداب والعلوم الإنسانية - ينبع
- كلية الآداب والعلوم الإنسانية - العلا
- كلية التربية
- كلية التصاميم والفنون
- كلية العلوم
- كلية العلوم - ينبع
- الكلية التطبيقية
- معهد البحوث والاستشارات

## العمادات
- عمادة القبول والتسجيل.
- عمادة شؤون الطلاب.
- عمادة تقنية المعلومات والتحول الرقمي
- عمادة التطوير والجودة
- عمادة الموارد البشريه وتنمية القدرات

## رؤساء جامعة طيبة
| الرئيس                         | الفترة                              | المصدر   |
| ------------------------------ | ----------------------------------- | -------- |
| أ.د. منصور بن محمد النزهة      | 2003 - مارس 2012                    | [ 5 ]    |
| د. عدنان بن عبد الله المزروع   | مارس 2012 م - 2016 م                | [ 6 ]    |
| د. عبد العزيز بن قبلان السراني | 31 أكتوبر 2016 م - 21 سبتمبر 2020 م | [ 7 ]    |
| أ.د.سلطان بن زيد العمري        | 21 سبتمبر 2020 م - أكتوبر 2020 م    | بالتكليف |
| د. عبد العزيز بن قبلان السراني | أكتوبر 2020 م - 18 سبتمبر 2023 م    | [ 9 ]    |
| أ.د. سلطان بن زيد العمري       | 18 سبتمبر 2022 م - 1 نوفمبر 2023 م  | بالتكليف |
| د. نوال بنت محمد الرشيد        | 1 نوفمبر 2023 - إلى الآن            | [ 10 ]   |

## وصلات خارجية
موقع الجامعة الرسمي